# 3096 giorni
3096 giorni è un romanzo autobiografico scritto da Natascha Kampusch.

## Trama
Quando la mattina del 2 marzo 1998 Natascha Kampusch, all'età di dieci anni, si reca per la prima volta da sola a scuola, viene rapita da Wolfgang Přiklopil, un criminale pedofilo. Natascha passerà 3096 giorni, cioè 8 anni e mezzo, rinchiusa in una segreta ricavata sotto l'abitazione di Priklopil e subirà sottomissione e violenza fisica e psicologica.
Il 23 agosto 2006, all'età di diciotto anni, approfittando di un momento di distrazione del suo aguzzino, scappa dal cancelletto aperto dell'abitazione. La polizia riaprirà il caso che era stato ormai archiviato, riconoscendo la ragazza presentatasi da loro come la bambina che fu rapita otto anni e mezzo prima e che credevano morta. Dopo tanto tempo Natascha riabbraccerà la madre e le sorelle e tornerà ad avere una vita normale.
Wolfgang Přiklopil, nel timore di essere accusato e arrestato, con l'aiuto di un suo collega d'affari, si suicida gettandosi sotto un treno.

## Edizioni
3096 giorni è stato pubblicato il 9 settembre 2010.
Ha riscosso molto successo ed ha venduto, solo in Europa, circa un milione di copie ed è stato tradotto in 25 lingue.

## Altri media
Dall'autobiografia è stato tratto un film diretto da Sherry Hormann, uscito nel 2013 nelle sale cinematografiche tedesche ed austriache.